# Кумане (Нови Бечеј)
Кумане (мађ. Kumán) је насеље у општини Нови Бечеј, у Средњобанатском округу, у Србији. Према попису из 2022. године било је 2695 становника (Према попису из 2002. године 3814, а према попису из 1991. године било је 4068 становника).

## Име
Кумане је добило назив по номадском азијском народу татарског порекла, Кумани, који је у 11. веку продро чак до Мађарске. Под данашњим називом село се први пут помиње у Пећком катастигу, списку прилога Пећке патријаршије из 1660. и 1661. године.

## Историја
На основу археолошких налаза утврђено је да је подручје села било настањено још у неолиту, а неки налази указују да су у 6. и 7. века овде боравили Авари и Словени.
Кумане није увек било на данашњој локацији (Црни песак). До 1801. године село се налазило 4 километра према западу, уз некадашњу леву обалу Тисе (тај део атара се сада зове Старо село).
Најстарији писани споменик који се чува у куманској цркви је протокол рођених из 1757. године. У њему се село води као Шанац Кумани. Аустријски царски ревизор Ерлер је 1774. године констатовао да место "Куман" припада Бечкеречком округу и дистрикту. Становништво је било српско. Године 1797. "Куман" има два православна свештеника. Били су то пароси, поп Стефан Секулић (рукоп. 1756) и поп Стефан Веселинов (1791).
У Куманима је избио пожар априла 1858. године у једној кући од рогоза. Једна домаћица је после печења хлеба око три сата поподне бацила гар, који је велики ветар распирио. За кратко време изгорело је 146 кућа. Погинуле су четири особе, међу којима Танасије Николић који је кренуо да спасава друге.
Село је депопулацијско (1936. године у селу је живело 6.537 становника, а 2002. године — 3.806).
Кроз Кумане пролази друм Зрењанин — Меленци — Кумане — Нови Бечеј — Ново Милошево — Кикинда, а пре Новог Бечеја један крак друма се одваја преко реке Тисе за Бечеј. Поред Кумана пролази железничка пруга Кикинда — Зрењанин.

### Занимљивости
- У центру села налази се споменик подигнут 1. јуна 1952. палим борцима Другог светског рата. Тај дан се слави сваке године као слава села.
- Село је познато по биоскопу названом „куманачки синемаскоп“, са најширим биоскопским платном у Банату.
- У куманачком атару, у дворишту црпне станице на банатској обали Тисе налази се храст лужњак стар преко 300 година. По елаборату војвођанског Завода за заштиту природе храст је најлепши примерак ове врсте у Војводини.
- Недалеко од Кумана налази се бања Русанда позната по лековитом својству минералног пелоида (блата) из језера.

### Познати житељи
- Лаза Телечки (1841—1873) — великан српског глумишта и истакнути члан Српског народног позоришта у Новом Саду. Данас се у Куману, у његову част одржава манифестација „Дани Лазе Телечког“.
- Јаков Немешев (1796—1849) — чувени виолиниста и народни певач (Куманчан, живео у Новом Саду), од рођења слеп, познат као Из Кумана Јаша.[4]
- Љубица Одаџић (1913—1942) — народни херој Југославије и учесник Народноослободилачке борбе. Једна од главних улица Кумана носи име управо по њој.
- Јован Веселинов „Жарко" (1906—1982) — народни херој Југославије и некадашњи председник Народне скупштине Народне Републике Србије.
- Др Милош Ђорђевић (1842—1918) — познати правник 19. века. Био је један од главних сарадника Михаила Полита-Десанчића и вођа Либералне странке у Зрењанину. Имао је титулу краљевског саветника. Последњих 10 година живота био је директор „Велике Бечкеречке штедионице".
- Милан Р. Варадинац (1939—2020) — историчар и писац документараца о култури Кумана. Најпознатија дела су му „Кумане у спорту и култури", „Рађање близанаца у Куману", „Хроника ловства у Куману"...
- Др Душко Летић (*1959) — професор Факултета техничких наука Универзитета у Новом Саду. Аутор је бројних књига међу којима је и "Оперативна истраживања".
- Гордана Цветић-Достанић (*1954) — цењени економиста и директор Београдске берзе. Добитник је признања „Менаџер године у области банкарства и финансија".

### Црква Светог Архангела
Сеоска црква грађена је у периоду од 1820. до 1830. године. Посвећена је светим архангелима Михаилу и Гаврилу. То је једнобродна грађевина са звоником на западној фасади, који се подиже из прочеља фасаде.
Иконостас и зидне слике рад су сликара Николе Алексића из 1854. године.

### Основна школа „Станчић Милан — Уча"

##### Некада
Школство у Куману почело је да се развија почетком 20. века. Како није постојао адекватан простор, настава се одвијала у зградама Месне заједнице и Дома културе.
Нова школска зграда почела је са изградњом почетком 1960их година прошлог века, да би отварање наступило 29. новембра 1965. године. Отворена је нова Основна школа са називом „Станчић Милан — Уча", у част учитељу погинулом у рату. Новоизграђена школа, са опремљеним учионицама и кабинетима била је активна у међушколским такмичењима, а имала је и бројне секције: фотосекцију, аероклуб, школски хор, школски оркестар, литерарну секцију...

##### Сада
Данас, куманачка Основна школа, једна је од најопремљенијих. Располаже опремљеним кабинетима за: музичку културу (са музичким инструментима), информатику (са рачунарима), биологију (са биолошким инструментима и препаратима), физику и хемију (са адекватним прибором за рад); као и фискултурном салом са пратећим справама. У школи се сваке године организују ђачки спортски турнири, ђачки крос, школски хор, школски оркестар, литерарна, рецитаторска, новинарска секција, а у оквиру „Дечије недеље" и маскенбал, изложба паса, игра без граница, часови у природи, волонтирање по селу, замена улога ученика и наставника, као и ђачка журка.
У оквиру школског простора, налазе се два кошаркашка терена и два фудбалска, за велики и мали фудбал.
Школа располаже савременим методама осигурања и обезбеђења ученика.

##### Манифестације у оквиру школе
Сваке године у новембру, обележава се Дан школе полагањем цвећа на гроб Милана Станчића-Уче, који се налази у школском дворишту. Учитељи и наставници, са својим ученицима приређују манифестацију мештанима Кумана у виду представе, која се обично одвија у сеоском Дому културе.

### Дом културе
Адаптација Дома Културе у Куману извршена је током зиме па све до јуна 1986. године, за шта је утрошено је преко 50 милиона динара.
Отворена је биоскопска сала (са највећим платном у Банату), бина, гардеробер, простор улаза и простор за одлазак на спрат. Биоскопска-позоришна сала, са око 300 места, модерно је уређена, а под са падом од 15 степени, нова седишта, простор за кино-пројектор, ново осветљење.

### КУД „Јован Аћимац"
Културно-уметничко друштво „Јован Аћимац" спада у ред најстаријих културно уметничких друштава у околини. Основан је средином 20-их година 20. века у Куману.

### Сеоска библиотека
Сеоска библиотека у Куману огранак је Народне библиотеке у Новом Бечеју. Основана је пре више од 100 година и садржи више десетина хиљада књига.

### Индустрија
- Становништво у Куману, претежно се бави пољопривредом. Мештани обрађују своја и туђа земљишта у Атару Кумана, а баве се и узгојом стоке.
- Непољопривредници у Куману, запослени су у хемијској индустрији "Бисер АД". Ова компанија основана је 1978. године, а основна делатност јој је производња кућне хемије, козметичких средстава, као и производња индустријске хемије.

## Демографија
У насељу Кумане живи 2958 пунолетних становника, а просечна старост становништва износи 39,3 година (37,8 код мушкараца и 40,8 код жена). У насељу има 1366 домаћинстава, а просечан број чланова по домаћинству је 2,79.
Ово насеље је углавном насељено Србима (према попису из 2002. године), а у последња три пописа, примећен је пад у броју становника.
|  |

| Демографија | Демографија | Демографија |
| Година      | Становника  | Становника  |
| ----------- | ----------- | ----------- |
| 1948.       | 5.201       |             |
| 1953.       | 5.288       |             |
| 1961.       | 5.233       |             |
| 1971.       | 4.778       |             |
| 1981.       | 4.321       |             |
| 1991.       | 4.068       | 4.040       |
| 2002.       | 3.814       | 3.869       |

| Етнички састав према попису из 2002.‍ | Етнички састав према попису из 2002.‍ | Етнички састав према попису из 2002.‍ | Етнички састав према попису из 2002.‍ | Етнички састав према попису из 2002.‍ |
| ------------------------------------ | ------------------------------------ | ------------------------------------ | ------------------------------------ | ------------------------------------ |
|                                      |                                      |                                      |                                      |                                      |
| Срби                                 | Срби                                 |                                      | 3.296                                | 86,41%                               |
| Роми                                 | Роми                                 |                                      | 198                                  | 5,19%                                |
| Мађари                               | Мађари                               |                                      | 127                                  | 3,32%                                |
| Југословени                          | Југословени                          |                                      | 65                                   | 1,70%                                |
| Хрвати                               | Хрвати                               |                                      | 15                                   | 0,39%                                |
| Руси                                 | Руси                                 |                                      | 5                                    | 0,13%                                |
| Словаци                              | Словаци                              |                                      | 4                                    | 0,10%                                |
| Румуни                               | Румуни                               |                                      | 3                                    | 0,07%                                |
| Македонци                            | Македонци                            |                                      | 3                                    | 0,07%                                |
| Црногорци                            | Црногорци                            |                                      | 2                                    | 0,05%                                |
| Чеси                                 | Чеси                                 |                                      | 1                                    | 0,02%                                |
| Словенци                             | Словенци                             |                                      | 1                                    | 0,02%                                |
| Немци                                | Немци                                |                                      | 1                                    | 0,02%                                |
| непознато                            | непознато                            |                                      | 3                                    | 0,07%                                |

| Година пописа     | 1948. | 1953. | 1961. | 1971. | 1981. | 1991. | 2002. |
| ----------------- | ----- | ----- | ----- | ----- | ----- | ----- | ----- |
| Број домаћинстава | 1.316 | 1.406 | 1.502 | 1.473 | 1.461 | 1.446 | 1.366 |

| Број чланова      | 1   | 2   | 3   | 4   | 5  | 6  | 7  | 8 | 9 | 10 и више | Просек |
| ----------------- | --- | --- | --- | --- | -- | -- | -- | - | - | --------- | ------ |
| Број домаћинстава | 353 | 321 | 256 | 263 | 87 | 59 | 15 | 6 | 4 | 2         | 2,79   |

| Пол    | Укупно | Неожењен/Неудата | Ожењен/Удата | Удовац/Удовица | Разведен/Разведена | Непознато |
| ------ | ------ | ---------------- | ------------ | -------------- | ------------------ | --------- |
| Мушки  | 1.555  | 518              | 876          | 92             | 68                 | 1         |
| Женски | 1.581  | 298              | 872          | 334            | 76                 | 1         |
| УКУПНО | 3.136  | 816              | 1.748        | 426            | 144                | 2         |

| Пол    | Укупно                    | Пољопривреда, лов и шумарство | Рибарство                            | Вађење руде и камена | Прерађивачка индустрија       |
| ------ | ------------------------- | ----------------------------- | ------------------------------------ | -------------------- | ----------------------------- |
| Мушки  | 773                       | 339                           | 5                                    | 9                    | 203                           |
| Женски | 440                       | 118                           | 0                                    | 0                    | 181                           |
| УКУПНО | 1.213                     | 457                           | 5                                    | 9                    | 384                           |
| Пол    | Производња и снабдевање   | Грађевинарство                | Трговина                             | Хотели и ресторани   | Саобраћај, складиштење и везе |
| Мушки  | 3                         | 39                            | 49                                   | 10                   | 53                            |
| Женски | 2                         | 2                             | 33                                   | 12                   | 5                             |
| УКУПНО | 5                         | 41                            | 82                                   | 22                   | 58                            |
| Пол    | Финансијско посредовање   | Некретнине                    | Државна управа и одбрана             | Образовање           | Здравствени и социјални рад   |
| Мушки  | 5                         | 5                             | 17                                   | 8                    | 11                            |
| Женски | 4                         | 1                             | 11                                   | 27                   | 38                            |
| УКУПНО | 9                         | 6                             | 28                                   | 35                   | 49                            |
| Пол    | Остале услужне активности | Приватна домаћинства          | Екстериторијалне организације и тела | Непознато            | Непознато                     |
| Мушки  | 14                        | 0                             | 0                                    | 3                    | 3                             |
| Женски | 4                         | 2                             | 0                                    | 0                    | 0                             |
| УКУПНО | 18                        | 2                             | 0                                    | 3                    | 3                             |

## Галерија
- Центар села
- Некадашњи изглед цркве
- Унутрашњост цркве
- Унутрашњост цркве
- Споменик у центру села
- Храм Сабора Светих Архангела
- Родна кућа народног хероја Јована Веселинова Жарка